# Champ de glace Juneau
Le champ de glace Juneau, en anglais Juneau Icefield, est un champ de glace situé au nord de la ville de Juneau, en Alaska.

## Géographie
Il se classe, avec une superficie de 3 900 km2, au cinquième rang des plus grands champs de glace de l’hémisphère ouest. Il se prolonge vers le nord par-delà la Colombie-Britannique, s'étend le long de la chaîne Côtière sur 140 km du nord au sud et sur 75 km d’est en ouest. Le champ de glace est le berceau de plus de 40 grands glaciers de vallée dont le glacier Mendenhall et le glacier Taku. C'est un site que les touristes peuvent visiter par hélicoptère pour des randonnées à la surface de cette couche de glace de 240 à 1 400 m d'épaisseur entrecoupée de crevasses massives et impressionnantes. Comme beaucoup d'autres glaciers, Juneau a connu sa dernière extension maximum vers 1700 et n'a fait que régresser depuis. Des 19 glaciers importants de ce champ de glace, seul le glacier Taku a connu récemment une expansion. La plus grande partie du champ de glace est rattachée à la forêt nationale de Tongass.

## Histoire
Depuis 1948, le programme de recherche champ de glace Juneau s'attache à surveiller l'évolution de la langue de glace. À son extrémité ouest, entre 1946 et 2009, la pointe du glacier Mendenhall a régressé de plus de 700 m.